# Hylarana waliesa
Hylarana waliesa är en groddjursart som först beskrevs av Kraus och Allison 2007.  Hylarana waliesa ingår i släktet Hylarana och familjen egentliga grodor. IUCN kategoriserar arten globalt som sårbar. Inga underarter finns listade i Catalogue of Life.